# Haris Duljević
Haris Duljević, född 16 november 1993, är en bosnisk fotbollsspelare som spelar för polska Stal Rzeszów.

## Klubbkarriär
Den 4 augusti 2017 värvades Duljević av tyska Dynamo Dresden, där han skrev på ett treårskontrakt. Duljević debuterade i 2. Bundesliga den 27 augusti 2017 i en 3–2-förlust mot VfL Bochum, där han blev inbytt i den 60:e minuten mot Patrick Möschl.
Den 30 juli 2019 värvades Duljević av franska Nîmes, där han skrev på ett treårskontrakt. Duljević debuterade i Ligue 1 den 11 augusti 2019 i en 3–0-förlust mot Paris Saint-Germain, där han blev inbytt i den 73:e minuten mot Romain Philippoteaux.
Den 10 september 2021 värvades Duljević av tyska Hansa Rostock, där han skrev på ett tvåårskontrakt. I mars 2024 återvände Duljević till Sarajevo. I november 2024 gick han till polska Stal Rzeszów.

## Landslagskarriär
Duljević debuterade för Bosnien och Hercegovinas landslag den 25 mars 2016 i en 3–0-vinst över Luxemburg, där han blev inbytt i den 60:e minuten mot Edin Višća.